# الشامية (اللاذقية)
الشامية هي قرية سورية تقع في شمال غرب سوريا، وهي جزء من محافظة اللاذقية، وتقع شمال اللاذقية. تشمل المناطق القريبة برج إسلام و خربة الجوزية إلى الشمال وبرج القصب وكرسانا إلى الجنوب. وفقا للمكتب المركزي للإحصاء السوري، بلغ عدد سكان الشامية 2,982 نسمة في تعداد عام 2004. سكانها هم في الغالب من العلويين.